# Jan Benigier
Jan Benigier (* 18. února 1950 Radomsko) je bývalý polský fotbalista, útočník

## Fotbalová kariéra
Začínal v týmu Zawisza Bydgoszcz. V polské nejvyšší soutěži hrál za Ruch Chorzów. Dále hrál ve francouzské Ligue 2 za RFC Seraing. Po návratu do Polska hrál opět za Ruch Chorzów a končil ve druhé lize v týmu Polonia Bytom. Celkem v polské Ekstraklase nastoupil ve 229 utkáních a dal 74 gólů, získal tři mistrovské tituly a jednou vyhrál polský fotbalový pohár. V Poháru mistrů evropských zemí nastoupil ve 12 utkáních a dal 4 góly a v Poháru UEFA nastoupil v 9 utkáních a dal 2 góly. Za reprezentaci Polska nastoupil v roce 1976 ve 4 utkáních. V roce 1976 byl členem stříbrného polského týmu na olympiádě, nastoupil v 1 utkání.

## Ligová bilance
| Ročník                 | Zápasy | Góly | Klub              |
| ---------------------- | ------ | ---- | ----------------- |
| 2. polská liga 1970/71 | 2      | 0    | Zawisza Bydgoszcz |
| 2. polská liga 1971/72 | 8      | 2    | Zawisza Bydgoszcz |
| Ekstraklasa 1972/73    | 23     | 9    | Ruch Chorzów      |
| Ekstraklasa 1973/74    | 28     | 9    | Ruch Chorzów      |
| Ekstraklasa 1974/75    | 17     | 10   | Ruch Chorzów      |
| Ekstraklasa 1975/76    | 24     | 6    | Ruch Chorzów      |
| Ekstraklasa 1976/77    | 26     | 7    | Ruch Chorzów      |
| Ekstraklasa 1977/78    | 27     | 1    | Ruch Chorzów      |
| Ekstraklasa 1978/79    | 30     | 9    | Ruch Chorzów      |
| Ekstraklasa 1979/80    | 29     | 9    | Ruch Chorzów      |
| Ligue 2 1980/81        | 11     | 2    | RFC Seraing       |
| Ligue 2 1981/82        | 0      | 0    | RFC Seraing       |
| Ekstraklasa 1982/83    | 25     | 5    | Ruch Chorzów      |
| 2. polská liga 1983/84 | -      | -    | Polonia Bytom     |
| 2. polská liga 1984/85 | -      | -    | Polonia Bytom     |
| 2. polská liga 1985/86 | -      | -    | Polonia Bytom     |
| CELKEM 1. liga         | 229    | 74   |                   |